# Кућа инжењера Павла Хорвата
Кућа инжењера Павла Хорвата је споменик културе. Налази се у Земуну у улици Ивићева бр.4.

## Историјат
Зграда у Земуну Ивићева бр.4 је градска кућа грађена 1910. године у стилу сецесије. Градио је за своје потребе инжењер Павле Хорват који је 1911. године израдио нови регулациони план Земуна. Она и данас служи намени за коју је и направљена тј. за становање.

## Опис
Зграда је вишеспратница, има подрум, приземље, спрат и поткровље (мансарду). Кућу карактерише асиметрично постављен улаз, плитки средишњи ризалит наглашен тимпаноном у којем се налази картуш, као и стојеће фигуре на атици. Кућа је грађена од тврдог материјала, опека са кречним малтером. Мансардни кров је покривен етернит плочама (сада замењене профилисаним лимом) и бибер црепом. По својим стилским вредностима, доследно спроведеном концепту сецесијске декорације у традиционалну шему оквира стилске једноспратнице, ова кућа припада групи објеката културно-историјских вредности. Налази се у граничном подручју заштићене просторне културно-историјске целине Старо језгро Земуна, с којом чини архитектонско-стилски континуитет.